# دانشگاه بین المللی کلمبیا
دانشگاه بین المللی کلمبیا (CIU) یک دانشگاه خصوصی مسیحی در کلمبیا، کارولینای جنوبی است. دانشگاه بین المللی کلمبیا دارای پنج دانشکده است: دانشکده هنر و علوم، دانشکده مشاوره، دانشکده آموزش، دانشکده مطالعات بین فرهنگی، و دانشکده دروس دینی. به دلیل ماهیت نزدیک مؤسسه و تأکید بر آموزش مسیحی و مطالعات کتاب مقدس بدون در نظر گرفتن رشته تحصیلی، بسیاری از دانشکده‌ها اعضای هیئت علمی مشترک دارند.
این دانشگاه توسط کمیسیون کالج‌های انجمن کالج‌ها و مدارس جنوبی و کمیسیون اعتباربخشی انجمن آموزش عالی کتاب مقدس تأیید شده‌است. بخش تحصیلات تکمیلی همچنین توسط وزارت آموزش کارولینای جنوبی برای ارائه مدارک تحصیلات تکمیلی تأیید شده‌است.